# Zico Bailey
Zico Alika Lefroy Locquiao Bailey (Henderson, Nevada, 27 de agosto de 2000) es un futbolista estadounidense, nacionalizado filipino, que juega como centrocampista defensivo o lateral derecho en el New Mexico United de la USL Championship.
Aunque nació en Estados Unidos, representa a Filipinas a nivel internacional.

## Trayectoria
Bailey debutó como profesional en el empate a uno contra el Orange County SC. Sustituyó a Jorge Hernández a los 82 minutos.
Tras una exitosa temporada con Cal State Fullerton, Bailey firmó con el Kalmar FF de la Allsvenskan en abril de 2019. Tres meses después, el 16 de julio, se anunció su fichaje por el FC Helsingør, de la Segunda División de Dinamarca.
El 12 de diciembre de 2019, Bailey fichó por el F. C. Cincinnati de la Major League Soccer de cara a su temporada 2020. El Cincinnati adquirió los derechos Homegrown del defensa al LA Galaxy a cambio de la elección natural del F. C. Cincinnati en la 4ª ronda del SuperDraft de la MLS 2020. Bailey debutó en la MLS con el F. C. Cincinnati el 7 de octubre de 2020, sustituyendo a un lesionado Greg Garza en el minuto 30.
Bailey fue despedido por el Cincinnati tras la temporada 2022.
El 16 de marzo de 2023, Bailey firmó un acuerdo a corto plazo con el San Antonio F. C. de la USL Championship.
Bailey firmó con el New Mexico United de la USL Championship el 22 de agosto de 2023.

## Selección nacional
Nacido en Estados Unidos, de padre jamaicano y madre filipina, Bailey puede representar a Jamaica, Estados Unidos y Filipinas a escala internacional.

### Filipinas
Al parecer, en marzo de 2024, Bailey fue uno de los jugadores reclutados por el seleccionador Tom Saintfiet y el entrenador Freddy González para jugar con Filipinas.
En mayo de 2024, Bailey fue incluido en la lista de 28 jugadores de Filipinas para los partidos de clasificación para la Copa Mundial de la FIFA 2026 contra Vietnam e Indonesia. Debutó contra el primero el 6 de junio de 2024 en el Estadio Nacional Mỹ Đình. Jugó el partido completo y Vietnam se impuso por 3-2.
Bailey marcó su primer gol internacional el 14 de octubre de 2024 contra Tayikistán en el Estadio Tinsulanon durante la Copa del Rey 2024, que terminó con victoria por 3-0.

## Vida personal
Zico es el hermano menor de Kainoa Bailey.

## Clubes
| Club                 | País           | Año       |
| -------------------- | -------------- | --------- |
| Ventura County F. C. | Estados Unidos | 2017      |
| Helsingør            | Dinamarca      | 2019-2020 |
| F. C. Cincinnati     | Estados Unidos | 2020-2022 |
| F. C. Cincinnati 2   | Estados Unidos | 2022      |
| San Antonio F. C.    | Estados Unidos | 2023      |
| New Mexico United    | Estados Unidos | 2023-act. |

### Selección nacional
| Selección                                  | Año                 | Partidos | Goles |
| ------------------------------------------ | ------------------- | -------- | ----- |
| Estados Unidos Sub-15                      | 2015                | 5        | 0     |
| Total en su carrera                        | Total en su carrera | 5        | 0     |
| Filipinas                                  | 2024                | 10       | 1     |
| Filipinas                                  | 2025                | 2        | 0     |
| Total en su carrera                        | Total en su carrera | 12       | 1     |
| Estadísticas hasta el 10 de junio de 2025. |                     |          |       |